# Iron & Wine
Iron & Wine, pseudonimo di Samuel Ervin Beam, detto Sam (Columbia, 26 luglio 1974), è un cantautore statunitense.

## Biografia
Nato nella Carolina del Sud ma trasferitosi in Florida pubblica il primo disco The Creek Drank the Cradle nel 2002, composto da canzoni folk. Il nome d'arte deriva da una situazione casuale: nel periodo in cui frequentava una scuola cinematografica, si mise in viaggio e, fermandosi in una stazione di servizio, vide casualmente una scatola di un integratore dietetico con sopra scritto "Beef, Iron and Wine" (arrosto, ferro e vino).
Nel 2003 l'EP The Sea and the Rhythm con scarti dal precedente album, l'anno successivo esce Our Endless Numbered Days, l'album che lo consacra nella scena indie rock.
Nel 2005 pubblica live di un concerto eseguito in occasione del Bonnaroo Music Festival del 2005, reperibile unicamente tramite download digitale la registrazione, strada seguita per alcuni EP.
Il brano Southern Anthem, tratto dall'album The Creek Drank the Cradle, appare inoltre come nona traccia della compilation Sub Pop 300 pubblicata con il numero di agosto 2008 della rivista musicale britannica Mojo.

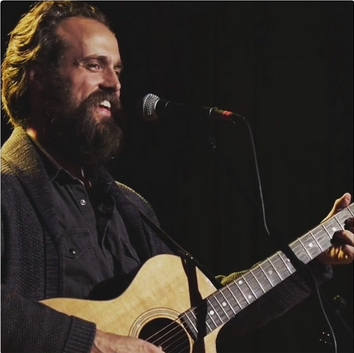
Iron & Wine in concerto nel 2015

Iron & Wine ha ottenuto una buona notorietà anche internazionale quando alcuni suoi brani sono stati usati nelle colonne sonore di serie televisive o film di successo: Passing Afternoon, brano del 2004 che parla dello scorrere del tempo e della fine dell'amore, è stato utilizzato per il finale dell'episodio Il cuore di Wilson (2008) della serie Dr. House - Medical Division, ed è forse il pezzo più famoso del cantautore a livello mondiale, mentre Flightless Bird, American Mouth è stato incluso, sempre nel 2008, all'interno della colonna sonora originale di Twilight, il primo fortunato film tratto dai romanzi di Stephenie Meyer.
Ha vissuto a lungo in Texas; attualmente Beam, sua moglie Kim, e le loro cinque figlie vivono a Durham (Carolina del Nord). Beam è cresciuto nella cosiddetta Bible Belt, come cristiano, ma è ora un agnostico.
Nell'estate 2018 annuncia l'uscita dell'EP Weed Garden per il 31 agosto, anticipato dal singolo What Hurts Worse.

## Discografia

### Album in studio
- 2002 - The Creek Drank the Cradle
- 2004 - Our Endless Numbered Days
- 2007 - The Shepherd's Dog
- 2009 - Norfolk 06-20-05
- 2009 - Around the Well
- 2011 - Kiss Each Other Clean
- 2013 - Ghost on Ghost
- 2015 - Sing into My Mouth (con Ben Bridwell)
- 2017 - Beast Epic
- 2019 - Years to Burn (con i Calexico)
- 2023 - Who Can See Forever Soundtrack
- 2024 - Light Verse

### EP
- 2002 - Iron & Wine Tour EP
- 2003 - The Sea & the Rhythm
- 2004 - Iron & Wine iTunes Exclusive EP
- 2005 - Woman King
- 2005 - In the Reins (con i Calexico)
- 2006 - Live Session (iTunes Exclusive) EP
- 2006 - Live at Lollapalooza 2006: Iron & Wine - EP
- 2018 - Weed Garden

### Singoli
- 2002 - Sub Pop Singles Club: Call Your Boys b/w Dearest Forsaken
- 2004 - No Moon b/w Sinning Hands
- 2004 - Passing Afternoon
- 2005 - The Trapeze Swinger
- 2006 - Such Great Heights
- 2007 - Boy with a Coin
- 2008 - Lovesong of the Buzzard
- 2008 - Flightless Bird, American Mouth
- 2018 - What Hurts Worse
- 2024 – All in Good Time (solo o con Fiona Apple)